# Akimoto Jaszusi
Akimoto Jaszusi (秋元 康; Hepburn: Yasushi Akimoto; Meguro, Tokió, 1958. május 2. –) japán TV-producer, zeneszerző, professzor és a Kyoto University of Art and Design alelnöke. A popcsoport AKB48 alapítója.

## Pályafutása
Amikor Akimoto műsorrendező lett a főiskolán, számos televízió műsort rendezett, köztük az Utabant.
1981-ben a The Alfeenél kezdett dalszövegeket írni több előadónak, mint a Kinki Kids, a Tunnels, az Onyanko Club, az AKB48, az SKE48 és az SDN48. Ő írta Miszora Hibari élete utolsó dalának, a „Kava no nagare no jó ni”nek és Jero „Omi Yuki” című debütáló dalának szövegét is.
Akimoto 2011 nyarán tervezte indítani az AKB48 együttes tajvani változatát, amely Taiwan48 vagy TPE48 néven futott volna. 2011 februárban röppentek fel az első információk a TPE48 nyári bemutatkozásáról, azonban azóta nem történtek fejlemények. 2012 elejére tervezik a meghallgatásokat és 2012 nyarára a zenekar indulását.
Akimoto dolgozik az AKB48 indonéz változatának, a JKT48-nak indításán is. A meghallgatások 2011. október 8-án és 9-én történtek, a hivatalos tagok neveit november elején jelentették be.

## Magánélete
1988-ban feleségül vette az Onyanko Club egyik tagját, Takai Mamikót.

## Fordítás
- Ez a szócikk részben vagy egészben  a   Yasushi Akimoto című angol Wikipédia-szócikk ezen változatának fordításán alapul.  Az eredeti cikk szerkesztőit annak laptörténete sorolja fel. Ez a jelzés csupán a megfogalmazás eredetét és a szerzői jogokat jelzi, nem szolgál a cikkben szereplő információk forrásmegjelöléseként.